# ONE FM
One FM (Hitsen du aldrig glömmer) var en radiostation som startades 2005 av Mike Redford och Peter Henriksson med sändningar i området Åre-Östersund. Tidigare skedde sändningarna från Hackås (4 mil från Östersund), men från 2008 till 2011 hade verksamheten sitt säte i centrala Östersund.
Kanalens målgrupp var 30 år och uppåt. Frekvensen som One FM sände på har tidigare tillhört Z-Radio (som aldrig kom igång med några sändningar) och Radio City Åre/Östersund AB 107,2. Under 2011 ersattes stationen med Bandit Rock.

## Tidigare frekvenser
- 107,2 Östersund
- 105,0 Åre